# Katarina Bulatović
Katarina Bulatović (Kragujevac, 15. studenog 1984.), crnogorska rukometašica koja igra za madjarski klub Győri Audi ETO KC i crnogorsku reprezentaciju. Igra na poziciji lijeve vanjske igračice, visoka je 186 cm. Ima nadimak Kaća.

## Karijera
Na Mediteranskim igrama 2005. osvojila je srebro s reprezentacijom Srbije i Crne Gore. Iako je rođena u Srbiji, 2008. odlučila je igrati za Crnu Goru. Do 2008. igrala je za Slagelse FH, a od 2008. do 2012. za ŽRK Budućnost.
Bila je treći najbolji strijelac Lige prvaka 2010./11. i 2011./12. Na OI 2012. u Londonu, na kojima je Crna Gora osvojila srebro, Bulatović je bila najbolji strijelac i izabrana je u idealnu djevojčad.
Na EP 2012. u Srbiji Crna Gora je osvojila zlato, Bulatović je bila najbolji strijelac s 56 pogodaka i izabrana je u idealnu djevojčad. 1. prosinca 2012. kandidirana je za najbolju igračicu svijeta u 2012. godini.

## Odličja i priznanja
- srebro na OI 2012.
- zlato na EP 2012.
- osvajanje Lige prvaka 2007. i 2012.
- osvajanje Kupa pobjednika kupova 2010.
- najbolji strijelac i najbolja lijeva vanjska igračica OI i EP 2012.
- crnogorska športašica godine 2012.